# Església Ortodoxa d'Ucraïna
|  | Per a altres significats, vegeu «Església Ortodoxa Ucraïnesa». |

L'Església Ortodoxa d'Ucraïna o EOU (en ucraïnès: Православна церква України) es va fundar el 2018, fusió de dues Esglésies ortodoxes : l'Església Ortodoxa Ucraïnesa (Patriarcat de Kíiv) i l'Església Ortodoxa Autocèfala Ucraïnesa. És una de les dues grans Esglésies ortodoxes d'Ucraïna juntament amb l'Església Ortodoxa Ucraïnesa (Patriarcat de Moscou). És una de les setze esglésies autocèfales del món que és integrada en la comunió ortodoxa. La seu de l'Església és al Monestir de Sant Miquel de les Cúpules Daurades, a Kíiv.
El seu primat (eclesiàstic) és Epifani que té el títol oficial de « Metropolità de Kíiv i de tota Ucraïna ».
Durant l'existència de l'Església Ortodoxa Autocèfala Ucraïnesa (EOAU) i l'Església Ortodoxa Ucraïnesa (Patriarcat de Kíiv) (EOU-PK), només l'Església Ortodoxa Ucraïnesa (Patriarcat de Moscou) (EOU-PM) va gaudir del reconeixement de la comunitat cristiana ortodoxa de tot el món, fins a l'11 d'octubre de 2018, quan el Patriarcat Ecumènic de Constantinoble va aixecar l'excomunió que afectava l'EOAU i l'EOU-PK. Posteriorment, el 2 de novembre de 2018, es va clarificar que el Patriarcat Ecumènic no reconeixia ni l'EOAU ni l'EOU-PK com a legítimes i que els seus respectius líders no eren reconeguts com a primats de les seves esglésies.
El 2018, el 42,7% dels creients ortodoxos d'Ucraïna es declaraven feligresos de l'Església Ortodoxa Ucraïnesa del Patriarcat de Kíev. El gener del 2019, en una investigació duta a terme conjuntament per tres centres d'estudis sociològics d'Ucraïna, el 70,7% dels 11.000 enquestats es declarava cristià ortodox. El 43,9% d'aquests va dir ser feligrès de la unificada Església Ortodoxa d'Ucraïna, el 38,4% va afirmar ser simplement ortodox i el 15,2% era seguidor de l'Església Ortodoxa Ucraïnesa del Patriarcat de Moscou.
El 7 de gener de 2023 l'Església Ortodoxa independent d'Ucraïna va celebrar un servei de Nadal al Monestir de Sant Miquel de les Cúpules Daurades, el principal monestir ortodox d'Ucraïna, per primera vegada. La celebració va anar a càrrec del Metropolità Epifani de Kíiv, també cap de l'EOU. El Monestir havia estat controlat històricament per l'EOU-PM, i havia passat a mans de l'EOU l'1 de gener.

El 24 de maig de 2023 el Consell de Bisbes decideix canviar completament al calendari julià revisat i que aquesta transició es durà a terme l'1 de setembre de 2023.

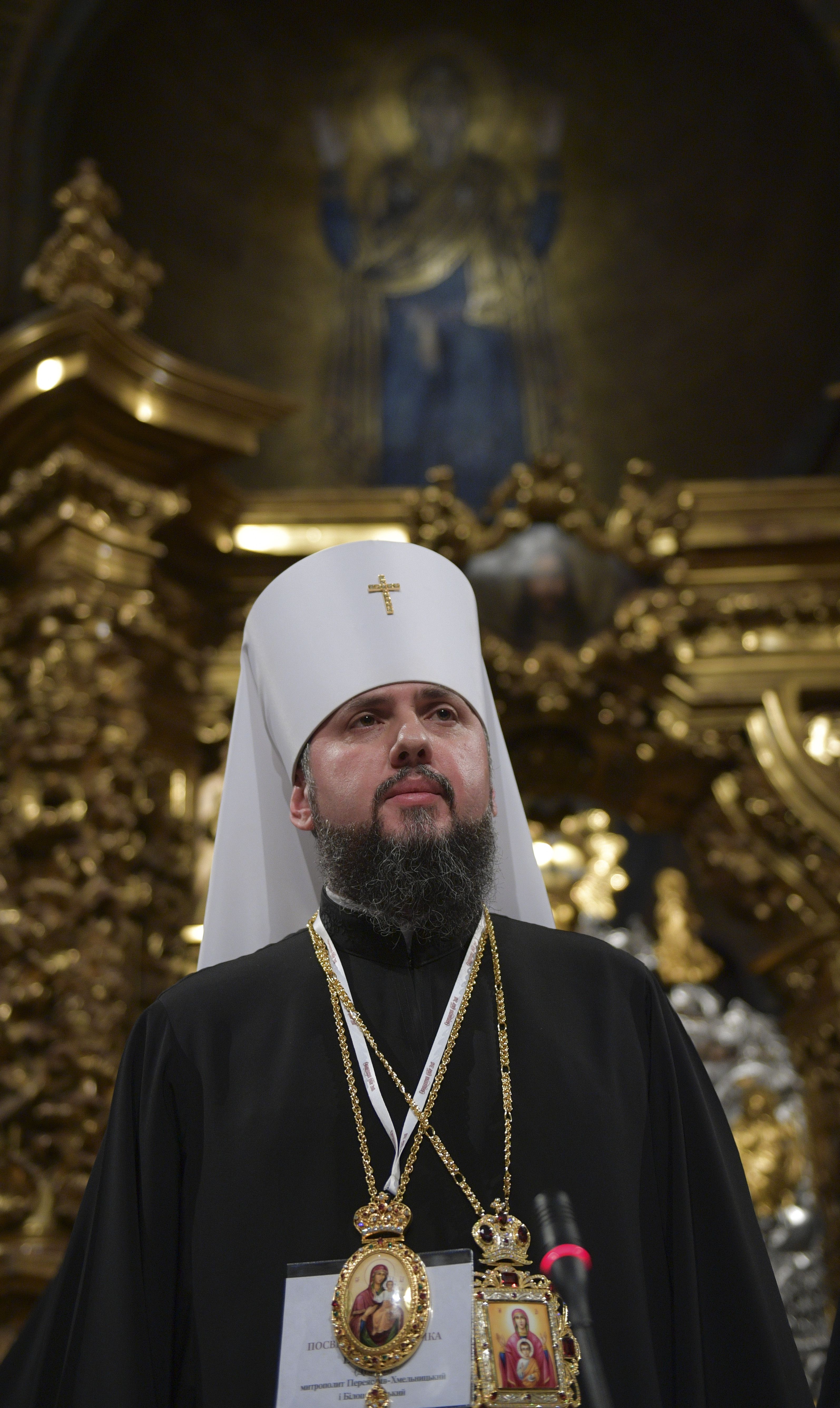
El Patriarca Epifani durant el Consell d'Unificació de l'Església Ortodoxa d'Ucraïna (15 de desembre de 2018)